# Lobocraspis griseifusa
Lobocraspis griseifusa är en fjärilsart som beskrevs av George Francis Hampson 1895. Lobocraspis griseifusa ingår i släktet Lobocraspis och familjen trågspinnare. Inga underarter finns listade i Catalogue of Life.